# Сен-Жюльен-Лабрус
Сен-Жюлье́н-Лабру́с (фр. Saint-Julien-Labrousse, окс. Sant Julien Labrousse) — коммуна во Франции, находится в регионе Рона — Альпы. Департамент коммуны — Ардеш. Входит в состав кантона Ле-Шейлар. Округ коммуны — Турнон-сюр-Рон.
Код INSEE коммуны — 07256.

## Население
Население коммуны на 2008 год составляло 336 человек.
| 1962 | 1968 | 1975 | 1982 | 1990 | 1999 | 2008 |
| ---- | ---- | ---- | ---- | ---- | ---- | ---- |
| 459  | 515  | 425  | 355  | 336  | 318  | 336  |

## Экономика
В 2007 году среди 184 человек в трудоспособном возрасте (15—64 лет) 132 были экономически активными, 52 — неактивными (показатель активности — 71,7 %, в 1999 году было 66,3 %). Из 132 активных работали 122 человека (65 мужчин и 57 женщин), безработных было 10 (4 мужчины и 6 женщин). Среди 52 неактивных 9 человек были учениками или студентами, 23 — пенсионерами, 20 были неактивными по другим причинам.